# Svanatjärnen (Degerfors socken, Västerbotten, 715987-168190)
Svanatjärnen är en sjö i Vindelns kommun i Västerbotten och ingår i Umeälvens huvudavrinningsområde.